# Brandon (Vermont)
Brandon – miasto w Stanach Zjednoczonych, w stanie Vermont, w hrabstwie Rutland.